# Derde klasse 1995-96 (voetbal België)
Het seizoen 1995/96 van de Belgische Derde Klasse ging van start op 2 september 1995 en eindigde op 2 juni 1996. R. Olympic Club de Charleroi won in Derde Klasse A, R. Tilleur FC de Liège won in Derde Klasse B.

## Naamswijzigingen
- R. Club Liégois fuseerde met RFC Tilleur-Saint-Nicolas en werd R. Tilleur FC de Liège.
- AS Eupen kreeg de koninklijke titel en werd KAS Eupen.

## Gedegradeerde teams
Deze teams waren gedegradeerd uit de Eerste Klasse voor de start van het seizoen:
- R. Club Liégois (financiële problemen)

Deze teams waren gedegradeerd uit de Tweede Klasse voor de start van het seizoen:
- K. Boom FC (rechtstreeks)
- KFC Eeklo (rechtstreeks)

## Gepromoveerde teams
Deze teams waren gepromoveerd uit de Vierde Klasse voor de start van het seizoen:
- Zultse VV (kampioen 4A)
- KHO Merchtem-Brussegem (kampioen 4B)
- KFC Dessel Sport (kampioen 4C)
- R. Excelsior Virton (kampioen 4D)
- KVK Tienen (winnaar eindronde)
- AS Eupen (winnaar eindronde)

## Promoverende teams
Deze teams promoveerden naar Tweede Klasse op het eind van het seizoen:
- R. Olympic Club de Charleroi (kampioen 3A)
- R. Tilleur FC de Liège (kampioen 3B)
- R. Union Saint-Gilloise (eindronde)
- FC Denderleeuw (eindronde)

## Degraderende teams
Deze teams degradeerden naar Vierde Klasse op het eind van het seizoen:
- KHO Merchtem-Brussegem (rechtstreeks uit 3A)
- RFC Namur (rechtstreeks uit 3A)
- K. Boom FC (rechtstreeks uit 3B)
- KFC Zwarte Leeuw (rechtstreeks uit 3B)
- KSC Hasselt (financiële problemen)

## Eindstand
| Legende                                |
| -------------------------------------- |
| Kampioen + promotie naar Tweede Klasse |
| Kwalificatie voor promotie-eindronde   |
| Kwalificatie voor degradatie-eindronde |
| Degradatie naar Vierde Klasse          |

### Derde Klasse A
|   |    |                              | P  | W  | G  | V  | +  | -  | DS  | Ptn |
| - | -- | ---------------------------- | -- | -- | -- | -- | -- | -- | --- | --- |
| K | 1  | R. Olympic Club de Charleroi | 30 | 16 | 9  | 5  | 57 | 34 | 23  | 57  |
| E | 2  | R. Union Saint-Gilloise      | 30 | 14 | 6  | 10 | 47 | 37 | 10  | 48  |
| E | 3  | FC Denderleeuw               | 30 | 13 | 9  | 8  | 53 | 31 | 22  | 48  |
|   | 4  | KFC Vigor Wuitens Hamme      | 30 | 13 | 9  | 8  | 51 | 42 | 9   | 48  |
|   | 5  | KFC Eeklo                    | 30 | 13 | 5  | 12 | 46 | 44 | 2   | 44  |
|   | 6  | KSK Roeselare                | 30 | 12 | 8  | 10 | 47 | 39 | 8   | 44  |
|   | 7  | KFC Roeselare                | 30 | 11 | 10 | 9  | 39 | 40 | −1  | 43  |
|   | 8  | RRC Heirnis Gent             | 30 | 12 | 6  | 12 | 42 | 40 | 2   | 42  |
| E | 9  | Racing Jet Wavre             | 30 | 11 | 7  | 12 | 51 | 56 | −5  | 40  |
|   | 10 | Standaard Wetteren           | 30 | 12 | 3  | 15 | 37 | 44 | −7  | 39  |
|   | 11 | RAEC Mons                    | 30 | 10 | 8  | 12 | 40 | 50 | −10 | 38  |
|   | 12 | AC Hemptinne-Eghezée         | 30 | 9  | 11 | 10 | 35 | 42 | −7  | 38  |
|   | 13 | R. Excelsior Virton          | 30 | 9  | 8  | 13 | 28 | 39 | −11 | 35  |
| E | 14 | Zultse VV                    | 30 | 8  | 11 | 11 | 40 | 53 | −13 | 35  |
| D | 15 | RFC Namur                    | 30 | 8  | 10 | 12 | 39 | 41 | −2  | 34  |
| D | 16 | KHO Merchtem-Brussegem       | 30 | 5  | 8  | 17 | 28 | 48 | −20 | 23  |

### Derde Klasse B
|   |    |                           | P  | W  | G | V  | +  | -  | DS  | Ptn |
| - | -- | ------------------------- | -- | -- | - | -- | -- | -- | --- | --- |
| K | 1  | R. Tilleur FC de Liège    | 30 | 23 | 3 | 4  | 76 | 19 | 57  | 72  |
| E | 2  | KFC Herentals             | 30 | 19 | 4 | 7  | 61 | 21 | 40  | 61  |
| E | 3  | KFC Rita Berlaar          | 30 | 16 | 7 | 7  | 54 | 44 | 10  | 55  |
| E | 4  | KFC Dessel Sport          | 30 | 15 | 9 | 6  | 60 | 31 | 29  | 54  |
|   | 5  | KFC Poederlee             | 30 | 13 | 7 | 10 | 45 | 41 | 4   | 46  |
|   | 6  | RCS Verviétois            | 30 | 12 | 6 | 12 | 31 | 32 | −1  | 42  |
|   | 7  | K. Berchem Sport          | 30 | 11 | 9 | 10 | 40 | 42 | −2  | 42  |
|   | 8  | KSV Mol                   | 30 | 11 | 8 | 11 | 43 | 43 | 0   | 41  |
| D | 9  | KSC Hasselt               | 30 | 11 | 7 | 12 | 37 | 39 | −2  | 40  |
|   | 10 | KRC Mechelen              | 30 | 10 | 8 | 12 | 38 | 46 | −8  | 38  |
|   | 11 | K. Tubantia Borgerhout VK | 30 | 10 | 6 | 14 | 38 | 44 | −6  | 36  |
|   | 12 | Hoogstraten VV            | 30 | 10 | 5 | 15 | 35 | 51 | −16 | 35  |
|   | 13 | AS Eupen                  | 30 | 9  | 8 | 13 | 22 | 33 | −50 | 35  |
| E | 14 | KVK Tienen                | 30 | 10 | 4 | 16 | 39 | 47 | −8  | 34  |
| D | 15 | KFC Zwarte Leeuw          | 30 | 6  | 4 | 20 | 28 | 64 | −36 | 22  |
| D | 16 | K. Boom FC                | 30 | 3  | 7 | 20 | 32 | 76 | −44 | 16  |

## Periodekampioenen

### Derde Klasse A
- Eerste periode: FC Denderleeuw, 21 punten
- Tweede periode: R. Olympic Club de Charleroi, 24 punten
- Derde periode: Racing Jet Wavre, 21 punten

### Derde Klasse B
- Eerste periode: R. Tilleur FC de Liège, 25 punten
- Tweede periode: R. Tilleur FC de Liège, 23 punten
- Derde periode: R. Tilleur FC de Liège, 24 punten

## Eindronde

### Promotie-eindronde

#### Ronde 1
In de eerste ronde van de eindronde traden zes derdeklassers aan, die aan elkaar gepaard werden. De drie winnaars van elk duel gaan door naar de volgende ronde. 
| Datum      | Wedstrijd                                  | Uitslag |
| ---------- | ------------------------------------------ | ------- |
| 18/05/1996 | KFC Dessel Sport - FC Denderleeuw          | 0-2     |
| 19/05/1996 | R. Union Saint-Gilloise - KFC Rita Berlaar | 2-0     |
| 19/05/1996 | KFC Herentals - Racing Jet Wavre           | 1-0     |

#### Ronde 2
In de tweede ronde wordt bij de drie winnaars van de eerste ronde K. Sint-Niklase SK Excelsior, dat 16e eindigde in Tweede Klasse, gevoegd. De teams worden aan elkaar gepaard en de winnaars spelen een finale.
| Datum      | Wedstrijd                                     | Uitslag |
| ---------- | --------------------------------------------- | ------- |
| 25/05/1996 | FC Denderleeuw - K. Sint-Niklase SK Excelsior | 4-0     |
| 26/05/1996 | KFC Herentals - R. Union Saint-Gilloise       | 1-2     |

#### Finales
De twee winnaars van de tweede ronde spelen de finale.
| Datum      | Wedstrijd                                | Uitslag |
| ---------- | ---------------------------------------- | ------- |
| 02/06/1996 | R. Union Saint-Gilloise - FC Denderleeuw | 1-4     |

Voor de plaatsen 3 en 4 werd nog een wedstrijd gespeeld:
| Datum      | Wedstrijd                                    | Uitslag |
| ---------- | -------------------------------------------- | ------- |
| 02/06/1996 | KFC Herentals - K. Sint-Niklase SK Excelsior | 2-1     |

### Degradatie-eindronde
De twee teams die 14de eindigden, Zultse VV en KVK Tienen, speelden een eindronde met een aantal vierdeklassers en gingen daar van start in de tweede ronde.